# Mékinac (canton)
Pour les articles homonymes, voir Mékinac (homonymie).
Mékinac est un canton situé dans la municipalité de Trois-Rives, dans la municipalité régionale de comté (MRC) de Mékinac, dans la région administrative de la Mauricie, en la province de Québec, au Canada. Le canton de Mékinac est surtout un territoire forestier et agricole. La foresterie a été le moteur de l'économie de la région. Aujourd'hui, cette région est réputée pour les activités récréo-touristiques, dont la villégiature, la chasse, la pêche, les sports nautiques, les VTT, les autoneiges, les excursions à pied en forêt et l'escalade sur certaines falaises.

## Géographie
Situé dans la Moyenne-Mauricie, le canton de Mékinac comprend le lac Mékinac qui se décharge dans la rivière Mékinac, laquelle se déverse dans la rivière Saint-Maurice. Le canton Mékinac est adossé au sud par le canton Lejeune, situé dans la partie nord de la municipalité de Sainte-Thècle. Le canton Mékinac est drainé par plusieurs cours d'eau, notamment la rivière Boucher et les ruisseaux Michelin, Dumont, Thom et Fou. Le hameau de Saint-Joseph-de-Mékinac (jadis une municipalité de paroisse) est situé dans le sud du canton, dans la municipalité de Trois-Rives.
|  |

## Histoire
Le canton de Mékinac a été constitué par une proclamation du 7 novembre 1874 du gouvernement du Québec.

## Toponymie
Le mot "Mékinac" a été associé à plusieurs homonymes tels la rivière, le lac, le canton, la MRC, les paroisses catholiques de Saint-Roch de Mékinac et Saint-Joseph de Mékinac... Le toponyme "canton Mékinac" a été officialisé le 5 décembre 1968 au registre des noms de lieux de la Commission de toponymie du Québec.